# Dismodicus
Dismodicus é um gênero de aranhas da família Linyphiidae descrito em 1884.